# Abarognozja
Abarognozja (łac. abarognosis) – zmniejszenie lub całkowity brak czucia ucisku oraz odczuwania ciężaru przedmiotów trzymanych w rękach w sytuacji, gdy podstawowe zmysły są nienaruszone. Abarognozja spowodowana jest uszkodzeniem przeciwległego płata ciemieniowego.